# 山口結可
山口 結可（やまぐち ゆうか、1999年8月10日 - ）は、日本の女子バレーボール選手である。

## 来歴
栃木県宇都宮市出身。姉の影響で小学2年生からバレーボールを始める。
八王子実践高等学校を経て、2018年、東海大学に進学。2021年、全日本大学選手権大会（全日本インカレ）で優勝を果たした。2021/22シーズン、V.LEAGUE DIVISION1 WOMEN（V1女子）に所属するデンソーエアリービーズの内定選手となった。内定選手としてV1女子の試合に出場し、Vリーグデビューを果たした。
2022年、大学卒業後に、デンソーエアリービーズに入団した。

## 所属チーム
- 八王子実践高等学校（2015-2018年）
- 東海大学（2018-2022年）
- デンソーエアリービーズ（2022年-）